# Gonomyia (Leiponeura) flavonotata
Gonomyia (Leiponeura) flavonotata is een tweevleugelige uit de familie steltmuggen (Limoniidae). De soort komt voor in het Afrotropisch gebied.